# Mette Madsen
Mette Marie Madsen (geb. Fruensgaard; * 3. Juli 1924 in Pandrup, Dänemark; † 12. Dezember 2015 in Aalborg) war eine dänische Politikerin (Venstre) und Autorin. Mette Madsen war von 1981 bis 1984 Mitglied im Präsidium des Folketing und von 1984 bis 1988 Ministerin für Kirchenangelegenheiten.

## Leben
Mette Madsen wurde am 3. Juli 1924 in Pandrup geboren. Sie entstammte einer nordjütländischen Bauernfamilie. Nach Abschluss der Realschule heiratete sie 1942 den Anwalt Gunnar Otto Madsen (1905–1965) und zog seine drei Kinder aus erster Ehe groß. Sie war als Hausfrau tätig und schrieb für die Zeitungen Aalborg Amtstidende und Vendsyssel Tidende. In den Jahren 1973 und 1982 veröffentlichte sie zwei Bände mit Gedichten und 1997 ihre Lebenserinnerungen. Bekannt war sie für satirische Verse, die sie auch seit 1964 für das humoristische Jahrbuch Blæksprutten (Der Tintenfisch) verfasste.
Madsen wurde 1971 für die konservativ-liberale Venstre in den Folketing gewählt, dem sie bis 1987 angehörte. In dieser Zeit wurde sie Mitglied des Fraktions- und Parteivorstands. Von 1981 bis 1984 gehörte sie dem Präsidium des Parlaments an. Als Aufsichtsrat des Königlichen Theaters wirkte sie von 1978 bis 1984. Madsen interessierte sich auch für Außen- und Verteidigungspolitik. Sie gehörte Ausschüssen des Europarats an sowie der Parlamentarischen Versammlung der NATO von 1979 bis 1984. Größere Aufmerksamkeit erhielt Madsen 1982, da sie als erste Frau den Vorsitz des Kulturausschusses übernahm.
Nach einer Regierungsumbildung wurde Madsen 1984 als Kirchenministerin Nachfolgerin von Elsebeth Kock-Petersen. Sie diente in zwei Kabinetten Poul Schlüters (1984–1987 und 1987–1988).
Mette Madsen starb am 12. Dezember 2015 in Aalborg. Sie wurde 1985 zur Kommandeurin des Dannebrogordens ernannt und erhielt weitere ausländische Auszeichnungen.

## Werke
Memoiren
- Husk nu at neje. 1997.

Dichtung und Satire
- Vers og viser. 1973.
- Hen på eftermiddagen. 1973.
- Rosen i verden. 1981.
- Sommerens veje. 1982.
- Og så er der kaffe. Seksten år som folkevalgt. 1992.
- I anledning af. 1994.
- Ismanden kommer. 2003.
- Faster Marens Blomster. 2005.

Beiträge
- Tiden, der fulgte. 22 danske topchefers farvel til magten. 1998.